# Église Saint-Germain d'Igé
L'église Saint-Germain d'Igé est une église située sur le territoire de la commune de Igé dans le département français de Saône-et-Loire et la région Bourgogne-Franche-Comté.

## Historique
L'église, construite dans le style néoclassique dans la première moitié du XIXe siècle, a remplacé une ancienne église romane (avec chapelle seigneuriale) placée elle aussi sous le vocable de saint Germain.
Les travaux de construction de l’église ont débuté en 1843 et se sont terminés en 1844.

## Protection
Elle fait l'objet d'une inscription au titre des monuments historiques depuis le 12 septembre 1991.

## Description
L’entrée de l’église est précédée d’un péristyle composé de quatre colonnes d’ordre dorique, surmontées d’un entablement et d’un fronton. 

## Culte
Édifice consacré du diocèse d'Autun relevant de la paroisse Saint-Vincent-en-Val-Lamartinien (siège à La Roche-Vineuse) – qui en est affectataire au titre de la loi de 1905 –, l'église d'Igé est, plusieurs siècles après sa construction, un lieu de culte catholique.